# Alejandro del Prado
Alejandro del Prado es un músico, compositor y guitarrista argentino, nacido el 2 de abril de 1955 en Buenos Aires.

## Biografía
Integró la banda de rock-candombe Saloma de 1974 a 1978, llegando a grabar un disco.
Luego de la separación de Saloma, Del Prado inició su carrera solista. En 1980 graba su primer disco ("Dejo Constancia"), que sería lanzado a la venta dos años después. Posteriormente, colaboró con Litto Nebbia para su segundo disco, "Los locos de Buenos Aires" (1985), cuyo tema homónimo llegaría a convertirse en una canción popular en los circuitos suburbanos de la Ciudad de Buenos Aires.
En esta época colabora con Silvio Rodríguez en la canción "Que cazador", con letra de Jorge Boccanera.
Luego de un hiato de más de diez años, volvió a la música en el año 2002 integrando brevemente la banda Posporteños, junto a Rodolfo García y Daniel Ferrón.
En el año 2008 volvió nuevamente a la música con un nuevo disco (el primero después de veintitrés años): "Yo vengo de otro siglo". Actualmente toca en la escena nocturna de Buenos Aires, en bares como La Perla de Once.
A lo largo de su carrera incursionó en géneros populares rioplatenses como el tango, el candombe, la milonga y la murga.
En 2015 recibió el Premio Konex en la disciplina Canción de Autor.

## Filmografía
Música
- Billetes, billetes... (1988)

## Discografía
con Saloma
- Canciones de Buenos Aires (1977)

Solista
- Dejo constancia (1982)
- Los locos de Buenos Aires (1985)
- Fotos de una ciudad (1987)
- Yo vengo de otro siglo (2008)

Participaciones
- Attila Jozsef (Basta para mi-corría el tren) Jorge Boccanera.
- I saw her standing there con Los DuraBeat.
- La Pieza Donde Velaron a Eloísa (Raul Gonzalez Tuñón).
- Las Voces del ´60 (Litto Nebbia) con Lalo De Los Santos.
- Razonable (Marcelo Mercadante).
- Vuelvo Tarde a la Casa.